# Denny (Anglia)

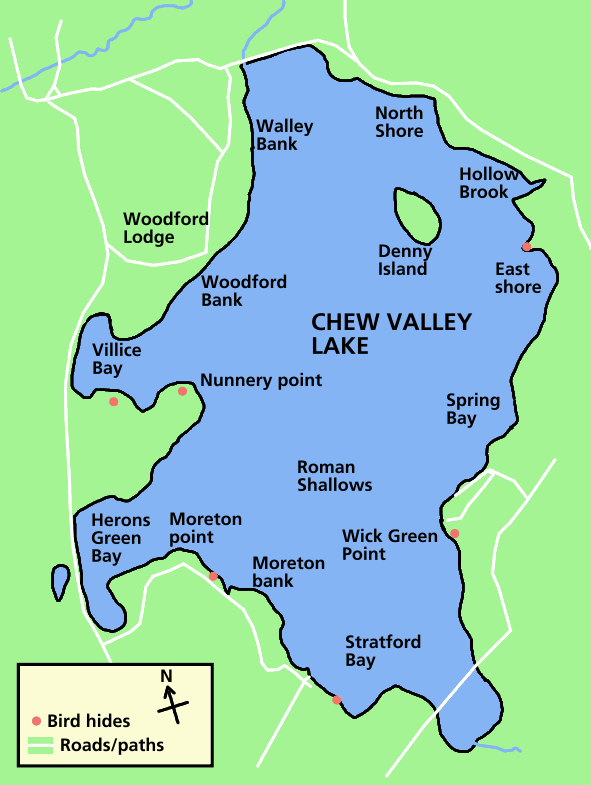
Plan jeziora, na którym znajduje się wyspa

Denny (jęz. ang. Denny Island) - wyspa na sztucznym jeziorze Chew Valley. Wyspa jest zalesiona i stanowi schronienie dla dzikich zwierząt. Znajduje się w odległości ok. 300 m od brzegu.